# II Международный кинофестиваль «Зеркало» имени Андрея Тарковского
С 26 мая по 1 июня 2008 года в Ивановской области, на родине великого режиссёра Андрея Арсеньевича Тарковского, прошёл II Международный кинофестиваль имени Андрея Тарковского «Зеркало». Кинофестиваль был посвящён 100-летию российского кино, 60-летию Госфильмофонда, а также был проведен в год 90-летия Иваново-Вознесенской губернии.

## Программы показов фестиваля
1. Конкурс игрового кино
2. Панорама документальных фильмов «Взгляните на лицо»
3. Анимационная программа «Семейная мульткарусель»
4. Программа «Наше новое кино»
5. Программа «К 100-летию российского кино»
6. Программа «К 60-летию Госфильмофонда России»
7. Программа «Здесь учился Андрей Тарковский: студенческие работы ВГИКа»
8. Программа «Кино за пределами Голливуда»
9. Программа «Запечатленное время»
10. Гала-показ «Возрождение шедевра Андрея Тарковского „Андрей Рублев“»

## Жюри
- Константин Лопушанский (кинорежиссёр, Россия) — Председатель Жюри
- Пьер-Анри Делё (киновед, продюсер, Франция)
- Нана Джорджадзе (кинорежиссёр, сценарист, Грузия)
- Бранко Шмидт (кинорежиссёр, Хорватия)

## Номинации
- Гран-при «За лучший игровой фильм».
- Приз «За режиссуру».
- Приз «За лучшую мужскую роль».
- Приз «За лучшую женскую роль».

Другие призы:
- Специальный приз Оргкомитета фестиваля «За выдающийся вклад в мировое киноискусство».
- Специальный приз Президента фестиваля. Приз «Гильдии киноведов и кинокритиков России».
- Приз зрительских симпатий.
- Диплом участника фестиваля.

## Фильмы участники
- «Без сантиментов» (Швейцария/Франция), режиссёр Жанна Вальц
- «Год волка» (Финляндия), режиссёр Олли Саарела
- «Кружение в пределах кольцевой» (Россия), режиссёр Рамиль Салахутдинов
- «Лучшее время года» (Россия), режиссёр Светлана Проскурина
- «Под крышами Парижа» (Франция), режиссёр Хинер Салим
- «Приятные минуты без гарантии» (Чехия), режиссёр Вера Хитилова
- «Путешествие Ишки» (Венгрия), режиссёр Чаба Боллок
- «Родители» (Исландия), режиссёр Рагнар Брагасон
- «Свободный защитник — тоже хорошо» (Италия), режиссёр Ким Росси Стюарт
- «Что за мужчина без усов» (Хорватия), режиссёр Хрвое Хрибар
- «Я есть» (Польша), режиссёр Дорота Кенджежавская

## Победители
- Гран-При фестиваля (Лучший игровой фильм) — «Под крышами Парижа». Режиссёр и автор сценария Хинер Салим (Франция, 2007 год)
- Лучшая режиссёрская работа — Дороте Кенджежавской. За фильм «Я есть» (Польша, 2005 год)
- Лучшая женская роль присуждена актрисе Марии Варге. За фильм «Путешествие Ишки» (Венгрия, 2007 год)
- Лучшая мужская роль присуждена актёру Алессандро Мораче. За фильм «Свободный защитник — тоже хорошо» (Италия, 2006 год)
- Приз Гильдии киноведов и кинокритиков присужден фильму «Путешествие Ишки». Режиссёр Чаба Боллок (Венгрия, 2007 год)
- Приз зрительских симпатий — «Родители». Режиссёр Рагнар Брагасон (Исландия, 2007 год)
- Приз Президента фестиваля присужден актрисе Елена Николаева. За фильм «Девочка» (Россия, 2008 год)
- Приз «За выдающийся вклад в мировое киноискусство» присужден Алексею Петренко (актёр, Россия), Йос Стеллинг (режиссёр, Нидерланды)